# Ekaterina Jurlova
Ekaterina Viktorovna Jurlova (in russo Екатерина Викторовна Юрлова?; Leningrado, 23 febbraio 1985) è un'allenatrice di biathlon ed ex biatleta russa.
In seguito al matrimonio ha aggiunto al proprio il cognome del marito e dalla stagione 2015-2016 si è iscritta alle gare come Ekaterina Jurlova-Percht (in russo Екатерина Юрлова-Перхт?).

## Biografia

### Carriera sciistica

#### Stagioni 2006-2016
Ekaterina Jurlova, attiva dalla stagione 2005-2006, ha esordito in Coppa del Mondo il 6 marzo 2008 a Chanty-Mansijsk in sprint (62ª) e ai Campionati mondiali a Chanty-Mansijsk 2011, dove si è classificata 7ª nell'individuale, 6ª nella sprint, 10ª nell'inseguimento, 14ª nella partenza in linea e 8ª nella staffetta; ai Mondiali di Nové Město na Moravě 2013 si è piazzata 32ª nell'individuale e a quelli di Kontiolahti 2015 ha vinto la medaglia d'oro nell'individuale ed è stata 11ª nella partenza in linea, mentre nella staffetta la squadra russa è stata squalificata.
In Coppa del Mondo ha conquistato il primo podio il 21 gennaio 2016 ad Anterselva in sprint (3ª) e la prima vittoria due giorni dopo nella medesima località in inseguimento; ai successivi Mondiali di Oslo 2016 si è classificata 11ª nell'individuale, 19ª nella sprint, 21ª nell'inseguimento, 13ª nella partenza in linea, 11ª nella staffetta e 7ª nella staffetta mista.

#### Stagioni 2018-2024
Dopo una pausa per maternità è tornata alle gare nella stagione 2017-2018; ha conquistato la sua seconda e ultima vittoria in Coppa del Mondo il 13 gennaio 2019 a Oberhof in staffetta e ai successivi Mondiali di Östersund 2019 ha vinto la medaglia d'argento nella partenza in linea e si è piazzata 17ª nell'individuale, 8ª nella sprint, 19ª nell'inseguimento, 5ª nella staffetta e 4ª nella staffetta mista.
Il 14 dicembre 2019 è salita per l'ultima volta sul podio in Coppa del Mondo, a Hochfilzen in staffetta (2ª), e ai successivi Mondiali di Anterselva 2020, sua ultima presenza iridata, è stata 13ª nell'individuale, 21ª nella sprint, 12ª nell'inseguimento, 6ª nella partenza in linea, 8ª nella staffetta e 6ª nella staffetta mista; ha preso per l'ultima volta il via in Coppa del Mondo il 14 marzo 2020 a Kontiolahti in inseguimento, classificandosi 22ª in quella che sarebbe rimasta la sua ultima gara internazionale: dopo una seconda pausa per maternità, dalla stagione 2021-2022 in seguito all'invasione russa dell'Ucraina del 2022 gli atleti russi sono stati esclusi dalle competizioni riconosciute dall'International Biathlon Union. Non ha preso parte a rassegne olimpiche e in ambito nazionale è tornata a gareggiare fino al termine della stagione 2023-2024.

### Carriera da allenatrice
Dalla stagione 2024-205 è divenuta allenatrice di tiro nei quadri della nazionale di biathlon della Russia.

## Palmarès

### Mondiali
- 2 medaglie:
  - 1 oro (individuale[2] a Kontiolahti 2015)
  - 1 argento (partenza in linea[2] a Östersund 2019)

### Europei
- 6 medaglie:
  - 1 oro (inseguimento a Minsk 2019)
  - 2 argenti (staffetta a Ufa 2009; sprint a Minsk 2019)
  - 3 bronzi (staffetta a Otepää 2010; individuale, inseguimento a Otepää 2015)

### Coppa del Mondo
- Miglior piazzamento in classifica generale: 13ª nel 2018
- 6 podi (3 individuali, 3 a squadre), oltre a quelli conquistato in sede iridata a validi anche ai fini della Coppa del Mondo:
  - 2 vittorie (1 individuale, 1 a squadre)
  - 1 secondo posto (a squadre)
  - 3 terzi posti (2 individuali, 1 a squadre)

#### Coppa del Mondo - vittorie
| Data            | Località   | Nazione  | Specialità                                                      |
| --------------- | ---------- | -------- | --------------------------------------------------------------- |
| 23 gennaio 2016 | Anterselva | Italia   | PU                                                              |
| 13 gennaio 2019 | Oberhof    | Germania | RL (con Evgenija Pavlova, Margarita Vasil'eva e Larisa Kuklina) |

Legenda:

PU = inseguimento

RL = staffetta